# 약목로
약목로(Yangmok-ro)는 대한민국 경상북도 칠곡군 약목면 남계삼거리에서 약목역삼거리를 잇는 도로이다.

## 주요 경유지
경상북도
- 칠곡군 약목면

## 노선
| 이름       | 접속 노선               | 소재지 | 소재지 | 비고 |
| ---------- | ----------------------- | ------ | ------ | ---- |
| 남계삼거리 | 국도 제4호선 (칠곡대로) | 칠곡군 | 약목면 |      |
| 남계교     |                         | 칠곡군 | 약목면 |      |
| 남계삼거리 | 국도 제4호선 (칠곡대로) | 칠곡군 | 약목면 |      |

## 주요 시설및 건물
- SK에너지 행복충전 약목LPG충전소 (약목로 8/남계리 226)
- SK에너지 약목주유소 (약목로 47/남계리 63-4)
- CU 약목미소점 (약목로 85/복성리 861-9)
- 농협 약목농협 하나로마트 본점 (약목로 88/복성리 862-6)
- 농협 약목농협 본점 (약목로 88/복성리 862-6)
- BHC치킨 칠곡약목점 (약목로 92/복성리 864-11)
- 약목시외버스정류장 (약목로 92/복성리 864-11)
- BBQ 칠곡약목점 (약목로 100/복성리 847-18)
- 새마을금고 북삼새마을금고 약목지점 (약목로 101/복성리 846-12)
- GS25 약목중앙점 (약목로 103/복성리 846-5)
- 칠곡약목우체국 (약목로 109/복성리 844)